# Sommer-Universiade 1963/Leichtathletik
Die Leichtathletik-Wettbewerbe der Sommer-Universiade 1963 fanden vom 5. bis zum 8. September 1963 im Estádio Olímpico Monumental in der brasilianischen Stadt Porto Alegre statt.

## Ergebnisse Frauen

### 100 m
| Platz | Athletin         | Land | Zeit (s) |
| ----- | ---------------- | ---- | -------- |
| 1     | Renāte Lāce      | URS  | 11,91    |
| 2     | Wera Popkowa     | URS  | 12,02    |
| 3     | Miguelina Cobián | CUB  | 12,11    |
| 4     | Claudette Actis  | FRA  | 12,5     |

### 200 m
| Platz | Athletin         | Land | Zeit (s) |
| ----- | ---------------- | ---- | -------- |
| 1     | Jutta Heine      | FRG  | 24,60    |
| 2     | Renāte Lāce      | URS  | 24,64    |
| 3     | Miguelina Cobián | CUB  | 24,74    |
| 4     |                  |      |          |
| 5     |                  |      |          |
| 6     | Claudette Actis  | FRA  | 25,2     |

### 800 m
| Platz | Athletin         | Land | Zeit (min) |
| ----- | ---------------- | ---- | ---------- |
| 1     | Olga Kazi        | HUN  | 2:05,9 UR  |
| 2     | Antje Gleichfeld | FRG  | 2:08,2     |
| 3     | Joy Catling      | GBR  | 2:10,3     |

### 80 m Hürden
| Platz | Athletin                | Land | Zeit (s) |
| ----- | ----------------------- | ---- | -------- |
| 1     | Jutta Heine             | FRG  | 10,95    |
| 2     | Tatjana Schtschelkanowa | URS  | 11,01    |
| 3     | Alla Tshernischewa      | URS  | 11,10    |

### 4 × 100 m Staffel
| Platz | Land           | Athletinnen                                      | Zeit (s) |
| ----- | -------------- | ------------------------------------------------ | -------- |
| 1     | Sowjetunion    | Renāte Lāce Wera Popkowa Tatjana Schtschelkanowa | 46,5     |
| 2     | BR Deutschland | Antje Gleichfeld Jutta Heine                     | 47,5     |
| 3     | Kuba           | Miguelina Cobián Fulgencia Romay                 | 47,5     |

### Hochsprung
| Platz | Athletin              | Land | Höhe (m) |
| ----- | --------------------- | ---- | -------- |
| 1     | Taissija Tschentschik | URS  | 1,72     |
| 2     | Susan Dennler         | GBR  | 1,67     |
| 3     | Heidemarie Hummel     | FRG  | 1,65     |
| 4     | Geneviève Laureau     | FRA  | 1,65     |

### Weitsprung
| Platz | Athletin                | Land | Weite (m) |
| ----- | ----------------------- | ---- | --------- |
| 1     | Tatjana Schtschelkanowa | URS  | 6,48      |
| 2     | Vlasta Prikrylová       | TCH  | 5,71      |
| 3     | Bärbel Palmié           | FRG  | 5,63      |

### Kugelstoßen
| Platz | Athletin              | Land | Weite (m) |
| ----- | --------------------- | ---- | --------- |
| 1     | Tamara Press          | URS  | 17,29 UR  |
| 2     | Judit Bognár          | HUN  | 15,47     |
| 3     | Jolán Kleiber-Kontsek | HUN  | 14,75     |

### Diskuswurf
| Platz | Athletin              | Land | Weite (m) |
| ----- | --------------------- | ---- | --------- |
| 1     | Tamara Press          | URS  | 55,90     |
| 2     | Jolán Kleiber-Kontsek | HUN  | 50,92     |
| 3     | Judit Bognár          | HUN  | 49,73     |

### Speerwurf
| Platz | Athletin              | Land | Weite (m) |
| ----- | --------------------- | ---- | --------- |
| 1     | Almut Brömmel         | FRG  | 49,61     |
| 2     | Elvīra Ozoliņa        | URS  | 47,00     |
| 3     | Barbara Decker        | FRG  | 43,91     |
| 4     | Jolán Kleiber-Kontsek | HUN  | 39,60     |

## Ergebnisse Männer

### 100 m
| Platz | Athlet             | Land | Zeit (s) |
| ----- | ------------------ | ---- | -------- |
| 1     | Enrique Figuerola  | CUB  | 10,34 UR |
| 2     | Edwin Osolin       | URS  | 10,52    |
| 3     | Livio Berruti      | ITA  | 10,56    |
| 4     |                    |      |          |
| 5     |                    |      |          |
| 6     | Jean-Pierre Frabre | FRA  | 10,9     |

### 200 m
| Platz | Athlet             | Land | Zeit (s) |
| ----- | ------------------ | ---- | -------- |
| 1     | Edwin Osolin       | URS  | 21,44    |
| 2     | Dick Steane        | GBR  | 21,55    |
| 3     | Livio Berruti      | ITA  | 21,60    |
| 4     | László Mihályfi    | HUN  | 21,5     |
| 5     | Csaba Csutorás     | HUN  | 21,9     |
| 6     | Jean-Pierre Frabre | FRA  | 22,2     |

### 400 m
| Platz | Athlet             | Land | Zeit (s) |
| ----- | ------------------ | ---- | -------- |
| 1     | Adrian Metcalfe    | GBR  | 46,75 UR |
| 2     | Hans-Joachim Reske | FRG  | 46,92    |
| 3     | Jacques Pennewaert | BEL  | 47,02    |
| 4     |                    |      |          |
| 5     | István Gyulai      | HUN  | 48,3     |

### 800 m
| Platz | Athlet          | Land | Zeit (min) |
| ----- | --------------- | ---- | ---------- |
| 1     | Mamoru Morimoto | JPN  | 1:48,1 UR  |
| 2     | John Boulter    | GBR  | 1:48,6     |
| 3     | Norbert Haupert | LUX  | 1:49,5     |

### 1500 m
| Platz | Athlet          | Land | Zeit (min) |
| ----- | --------------- | ---- | ---------- |
| 1     | John Whetton    | GBR  | 3:49,5     |
| 2     | Mamoru Morimoto | JPN  | 3:49,6     |
| 3     | Karl Eyerkaufer | FRG  | 3:49,7     |
| 4     |                 |      |            |
| 5     |                 |      |            |
| 6     | Béla Szekeres   | HUN  | 3:50,8     |

### 5000 m
| Platz | Athlet        | Land | Zeit (min) |
| ----- | ------------- | ---- | ---------- |
| 1     | Leonid Iwanow | URS  | 14:21,4    |
| 2     | Béla Szekeres | HUN  | 14:32,0    |
| 3     | Ron Hill      | GBR  | 14:43,2    |

### 110 m Hürden
| Platz | Athlet            | Land | Zeit (s) |
| ----- | ----------------- | ---- | -------- |
| 1     | Anatoli Michailow | URS  | 14,17 UR |
| 2     | Giorgio Mazza     | ITA  | 14,25    |
| 3     | Mike Hogan        | GBR  | 14,40    |
| 4     | Bernard Fournet   | FRA  | 14,44    |
| 5     |                   |      |          |
| 6     | Gérard Fraysse    | FRA  | 14,91    |

### 400 m Hürden
| Platz | Athlet             | Land | Zeit (s) |
| ----- | ------------------ | ---- | -------- |
| 1     | Roberto Frinolli   | ITA  | 50,48    |
| 2     | Mike Hogan         | GBR  | 51,52    |
| 3     | Salvatore Morale   | ITA  | 51,95    |
| 4     | Robert Poirier     | FRA  | 52,28    |
| 5     |                    |      |          |
| 6     |                    |      |          |
| 7     |                    |      |          |
|       | Emmanuel Van Praag | FRA  | DSQ      |

### 4 × 100 m Staffel
| Platz | Land       | Athleten                                                 | Zeit (s) |
| ----- | ---------- | -------------------------------------------------------- | -------- |
| 1     | Ungarn     | Csaba Csutorás László Mihályfi István Gyulai Gyula Rábai | 40,98 UR |
| 2     | Kuba       | Lázaro Aristides Betancourt Enrique Figuerola            | 41,37    |
| 3     | Frankreich | Gérard Zingg Jean-Pierre Fabre Alain Roy Alain Moreaux   | 41,82    |

### 4 × 400 m Staffel
| Platz | Land                   | Athleten                                                              | Zeit (min) |
| ----- | ---------------------- | --------------------------------------------------------------------- | ---------- |
| 1     | Vereinigtes Königreich | Adrian Metcalfe John Boulter Menzies Campbell Dick Steane             | 3:12,02    |
| 2     | BR Deutschland         | Hans-Joachim Reske Johannes Schmitt                                   | 3:13,02    |
| 3     | Italien                | Sergio Bello Marco Busatto Mario Fraschini Roberto Frinolli           | 3:13,65    |
| 4     | Frankreich             | Emmanuel Van Praag Gaston Fouchard Jean-Pierre Vitasse Robert Poirier | 3:15,0     |

### Hochsprung
| Platz | Athlet            | Land | Höhe (m) |
| ----- | ----------------- | ---- | -------- |
| 1     | Waleri Brumel     | URS  | 2,15     |
| 2     | Mauro Bogliatto   | ITA  | 2,09     |
| 3     | Roberto Abugattás | PER  | 1,99     |

### Stabhochsprung
| Platz | Athlet             | Land | Höhe (m) |
| ----- | ------------------ | ---- | -------- |
| 1     | Hennadij Blesnizow | URS  | 4,60 UR  |
| 2     | Alain Moreaux      | FRA  | 4,30     |
| 3     | Bernard Balastre   | FRA  | 4,20     |

### Weitsprung
| Platz | Athlet               | Land | Weite (m) |
| ----- | -------------------- | ---- | --------- |
| 1     | Igor Ter-Owanessjan  | URS  | 7,95 UR   |
| 2     | Wolfgang Klein       | FRG  | 7,70      |
| 3     | Carlos Díaz Martínez | CUB  | 7,45      |
| 4     |                      |      |           |
| 5     |                      |      |           |
| 6     | Alain Lefevre        | FRA  | 7,37      |
| 7     |                      |      |           |
| 8     | Gérard Mathieu       | FRA  | 7,12      |

### Dreisprung
| Platz | Athlet                     | Land | Weite (m) |
| ----- | -------------------------- | ---- | --------- |
| 1     | Satoshi Shimo              | JPN  | 15,99 UR  |
| 2     | Alexander Solotarjew       | URS  | 15,94     |
| 3     | Luis Felipe Areta Sampériz | ESP  | 15,80     |

### Kugelstoßen
| Platz | Athlet          | Land | Weite (m) |
| ----- | --------------- | ---- | --------- |
| 1     | Zsigmond Nagy   | HUN  | 18,44 UR  |
| 2     | Mike Lindsay    | GBR  | 17,76     |
| 3     | Dietrich Urbach | FRG  | 17,72     |
| 4     |                 |      |           |
| 5     |                 |      |           |
| 6     |                 |      |           |
| 7     | Alain Drufin    | FRA  | 15,45     |

### Diskuswurf
| Platz | Athlet             | Land | Weite (m) |
| ----- | ------------------ | ---- | --------- |
| 1     | Gaetano Dalla Pria | ITA  | 51,63     |
| 2     | Mike Lindsay       | GBR  | 51,23     |
| 3     | Dietrich Urbach    | FRG  | 51,03     |

### Hammerwurf
| Platz | Athlet                | Land | Weite (m) |
| ----- | --------------------- | ---- | --------- |
| 1     | Gennadi Kondraschow   | URS  | 65,76 UR  |
| 2     | Gyula Zsivótzky       | HUN  | 65,72     |
| 3     | Masatoshi Wakabayashi | JPN  | 60,90     |

### Speerwurf
| Platz | Athlet             | Land | Weite (m) |
| ----- | ------------------ | ---- | --------- |
| 1     | Jānis Lūsis        | URS  | 79,77 UR  |
| 2     | Hermann Salomon    | FRG  | 77,78     |
| 3     | Gergely Kulcsár    | HUN  | 77,62     |
| 4     |                    |      |           |
| 5     | Christian Monneret | FRA  | 71,90     |

### Zehnkampf
| Platz | Athlet            | Land | Punkte |
| ----- | ----------------- | ---- | ------ |
| 1     | Manfred Pflugbeil | FRG  | 6486   |
| 2     | Gerd Loßdörfer    | FRG  | 6102   |
| 3     | Guenther Strobaus | BRA  | 4762   |
| 4     | Marseno Martins   | BRA  | 3345   |